# Koninklijke Marechaussee
La Koninklijke Marechaussee (Polizia militare Reale, abbreviata come KMar) fa parte delle forze armate dei Paesi Bassi e svolge compiti di polizia militare e civile.
La Marechaussée fu fondata il 26 ottobre 1814 da re Guglielmo I, sostituendo la Gendarmerie Nationale francese dell'occupazione napoleonica.
Anche se dipendente dal ministero della Difesa, svolge compiti prevalentemente civili, quali il controllo dei confini e il servizio di polizia negli aeroporti principali come Schiphol. Tra gli altri compiti vi è il servizio di sicurezza per le visite di Stato e di altri eventi ufficiali, la protezione dei membri della famiglia reale e del governo. Inoltre operano l'espulsione degli stranieri indesiderabili e dei richiedenti asilo la cui domanda è stata rifiutata.